# (4036) Whitehouse
(4036) Whitehouse est un astéroïde de la ceinture principale.

## Description
(4036) Whitehouse est un astéroïde de la ceinture principale d'astéroïdes. Il fut découvert le 21 février 1987 à La Silla par Henri Debehogne. Il présente une orbite caractérisée par un demi-grand axe de 2,80 UA, une excentricité de 0,15 et une inclinaison de 4,7° par rapport à l'écliptique.

## Compléments